# Rajd Bułgarii 1979
Rajd Bułgarii 1979 (buł. 10. Рали Златни пясъци) – 10. edycja rajdu samochodowego Rajd Bułgarii rozgrywanego w Bułgarii. Rozgrywany był od 7 do 9 kwietnia 1979 roku. Była to dwunasta runda Rajdowych Mistrzostw Europy w roku 1979 (rajd miał najwyższy współczynnik – 4) oraz pierwsza runda Rajdowego Pucharu Pokoju i Przyjaźni w roku 1979.

## Klasyfikacja rajdu
| Miejsce                      | Kierowca                     | Pilot                        | Samochód                     | Czas                         | Strata                       |                              |
| Klasyfikacja generalna i ERC | Klasyfikacja generalna i ERC | Klasyfikacja generalna i ERC | Klasyfikacja generalna i ERC | Klasyfikacja generalna i ERC | Klasyfikacja generalna i ERC | Klasyfikacja generalna i ERC |
| ---------------------------- | ---------------------------- | ---------------------------- | ---------------------------- | ---------------------------- | ---------------------------- | ---------------------------- |
| 1.                           | Antonio Zanini               | Juan José Petisco            | Fiat 131 Abarth              | 4:14:03                      | 0.0                          |                              |
| 2.                           | Livieratos Tasos             | Kóstas Fertakis              | Lancia Stratos HF            | 4:22:06                      | +8:03                        |                              |
| 3.                           | Jean-Marie Cols              | André Pauly                  | Fiat 131 Abarth              | 4:22:46                      | +8:43                        |                              |
| 4.                           | Guy Colsoul                  | Alain Lopes                  | Opel Kadett GT/E             | 4:23:00                      | +8:57                        |                              |
| 5.                           | Jerzy Landsberg              | Janusz Szajng                | Opel Kadett GT/E             | 4:33:56                      | +19:53                       |                              |
| 6.                           | Václav Blahna                | Jiří Motal                   | Škoda 130 RS                 | 4:35:22                      | +21:19                       |                              |
| 7.                           | Attila Ferjáncz              | János Tandari                | Renault 5 Alpine             | 4:35:35                      | +21:32                       |                              |
| 8.                           | Svatopluk Kvaizar            | Miroslav Raichl              | Škoda 130 RS                 | 4:36:46                      | +22:43                       |                              |
| 9.                           | Jiří Šedivý                  | Jiří Janeček                 | Škoda 130 RS                 | 4:40:49                      | +26:46                       |                              |
| 10.                          | Bogdan Wozowicz              | Witold Wozowicz              | Lada VAZ 21011               | 4:44:04                      | +30:01                       |                              |
| Klasyfikacja CoPaF           |                              |                              |                              |                              |                              |                              |
| 1.                           | Václav Blahna                | Jiří Motal                   | Škoda 130 RS                 | 2:24:56                      | 0.00                         |                              |
| 2.                           | Vlastimil Havel              | Jan Soukup                   | Škoda 130 RS                 | 2:26:04                      | +1:07                        |                              |
| 3.                           | Svatopluk Kvaizar            | Miroslav Raichl              | Škoda 130 RS                 | 2:26:42                      | +1:45                        |                              |
| 4.                           | Jiří Šedivý                  | Jiří Janeček                 | Škoda 130 RS                 | 2:26:47                      | +1:50                        |                              |

| Miejsce                      | Drużyna                      |
| Klasyfikacja drużynowa RPPiP | Klasyfikacja drużynowa RPPiP |
| ---------------------------- | ---------------------------- |
| 1.                           | Czechosłowacja               |
| 2.                           | ZSRR                         |
| 3.                           | Bułgaria                     |
| 4.                           | Polska                       |
| 5.                           | NRD                          |
| 6.                           | Węgry                        |
| 7.                           | Rumunia                      |